# هنري يوجين ديفيز
هنري يوجين ديفيز (بالإنجليزية: Henry Eugene Davies)‏ هو محامي وضابط أمريكي، ولد في 2 يوليو 1836 في نيويورك في الولايات المتحدة، وتوفي في 7 سبتمبر 1894 في ميدلبورو في الولايات المتحدة.